# La principessa e il ranocchio
La principessa e il ranocchio (The Princess and the Frog) è un film d'animazione del 2009 diretto da Ron Clements e John Musker, prodotto da Walt Disney Animation Studios (facente parte di Walt Disney Pictures) realizzato in tecnica tradizionale e 49º Classico Disney, liberamente ispirato alla fiaba Il principe ranocchio nella versione dei Fratelli Grimm e dal romanzo The Frog Princess (lett. "La principessa rana") scritto da E. D. Baker. Il film è stato l'ultimo classico Disney con protagonista una principessa ad essere realizzato in animazione tradizionale. Il cast vocale è formato da Anika Noni Rose, Bruno Campos, Keith David, Jim Cummings, John Goodman e Oprah Winfrey, mentre la colonna sonora e le canzoni sono state curate da Randy Newman, primo film Disney da lui musicato.

## Trama
New Orleans, 1912. Una sera, una bambina afroamericana di nome Tiana e la sua amica Charlotte La Bouff ascoltano la madre di Tiana, Eudora, leggere la storia del Principe ranocchio. Charlotte, figlia di Eli "Gran Papà" La Bouff, un ricco signore del luogo, dice con entusiasmo che pur di diventare una principessa bacerebbe cento ranocchi, mentre Tiana sembra essere disgustata dall'idea di baciare un ranocchio.  
Quattordici anni dopo, nel 1926, Tiana è diventata un'aspirante giovane chef che lavora come cameriera giorno e notte, così da poter risparmiare abbastanza soldi per aprire il suo ristorante, un sogno che ha condiviso con suo padre, James, morto durante la prima guerra mondiale. Un giorno, il Principe Naveen di Maldonia, accompagnato dal suo valletto Lawrence, arriva in città per migliorare la sua situazione finanziaria. Diseredato dai suoi genitori a causa del suo stile di vita dispendioso, Naveen intende sposare una ricca ragazza e Charlotte è la candidata perfetta. Eli "Gran Papà" La Bouff, il padre di Charlotte, coglie la palla al balzo e decide di organizzare un ballo in maschera in onore di Naveen. Charlotte assume Tiana per l'occasione, dandole abbastanza soldi per comprare un vecchio zuccherificio da convertire nel suo ristorante. Intanto, girando per New Orleans, Naveen e Lawrence incontrano uno stregone vudù di nome Dr. Facilier (detto "Uomo Ombra"). Invitandoli nel suo emporio, questi li convince che può realizzare i loro sogni, ma nessuno dei due ottiene ciò che si aspettano: Naveen si trasforma in una rana, mentre a Lawrence viene dato un talismano vudù contenente il sangue del principe che gli conferisce il suo aspetto. Facilier vuole infatti che il trasformato Lawrence sposi Charlotte, dopodiché ucciderà La Bouff e dividerà la sua fortuna con Lawrence, mentre segretamente tratterrà la somma più grande.
A villa La Bouff, residenza di Eli e Charlotte e dove si sta tenendo il ballo, Tiana distribuisce dei bignè quando riceve la visita dagli agenti immobiliari Fenner, che la informano che il locale sarà venduto ad un miglior offerente. Tiana cerca di trattenerli, ma inciampa sul tavolo dei dolci rovinandosi il vestito, così Charlotte le fa indossare un costume da principessa. Naveen, sfuggito ai due rapitori, incontra per caso Tiana sul terrazzo della villa La Bouff. Leggendo la fiaba del principe ranocchio, Naveen si convince che Tiana sia una principessa e la convince a baciarlo, così da tornare umano. L'incantesimo, invece di far tornare il principe com'era prima, sortisce però l'effetto opposto, ovvero trasformare la ragazza in una rana. Tiana, infatti, non è una principessa: l'abito che indossava era solo un costume per la festa, che aveva ingannato l'ingenuo principe.
Arrabbiata, la ragazza si lancia contro Naveen e durante la lite i due precipitano fuori dalla finestra e scombussolano la festa per poi volare con dei palloncini lontano verso la palude, dove incontreranno due amici pronti ad aiutarli: l'alligatore Louis, suonatore di tromba, e la lucciola Ray, innamorato della Stella della Sera, da lui chiamata "Evangeline" (scoprono infatti che possono capire gli altri animali). Tutti insieme fanno un viaggio attraverso il bayou per raggiungere Mama Odie, una strega vudù che dovrebbe essere in grado di far tornare normali Tiana e Naveen. Nel frattempo Lawrence esaurisce il sangue di Naveen dentro il talismano: dato che gliene serve altro per trasformarsi nel principe, Facilier convince i suoi Amici nell'Aldilà a creare delle ombre di inquietanti mostri che ritrovino il principe e lo riportino vivo a New Orleans: lo stregone infatti promette tutte le anime della città per saldare i suoi debiti.
Durante il tragitto i due "ranocchi" si innamorano, ma mentre sono sul punto di baciarsi Tiana decide di prendere delle distanze. Subito dopo Naveen cade in un'imboscata delle ombre malvagie di Facilier che nel frattempo li hanno raggiunti: durante l'attacco il gruppo fa la conoscenza di Mama Odie, che elimina i demoni e porta i quattro nella sua dimora. Qui scoprono che, per tornare umani, Naveen dovrà baciare Charlotte (considerata di fatto una principessa visto che il padre era stato eletto "re del martedì grasso") entro la mezzanotte dello stesso giorno.
Mentre tornano a New Orleans, Naveen decide di dichiararsi a Tiana, decidendo di farsi baciare da Charlotte ma poi di vivere a fianco alla ragazza che ama, abbandonando la sua vita di lusso e privilegi, ma all'ultimo momento rinuncia e promette a Tiana di aiutarla a realizzare il suo sogno. Mentre fa per andarsene però viene rapito dalle ombre e portato da Facilier, che riprende il suo sangue e lo rinchiude, mentre Lawrence sta per sposarsi con Charlotte. Tiana, dopo aver saputo da Ray che Naveen voleva chiederle di sposarlo, vede Lawrence trasformato in Naveen e crede che sia davvero lui. Perciò scappa via, mentre Ray, sicuro che ciò che ha visto non può essere vero (anche perché Tiana non si è ritrasformata in umana), trova il vero Naveen e lo libera. Dopo essere stato liberato, Naveen riesce ad interrompere le nozze, ma viene nuovamente catturato da Lawrence. Con l'aiuto di Ray, Naveen riesce a togliergli l'amuleto vudù. Ray scappa via, inseguito dalle ombre malvagie, ma raggiunge Tiana al cimitero dandole l'amuleto e dicendole di scappare, mentre lui affronta le ombre. Inizialmente le batte, ma viene poi attaccato da Facilier che lo schiaccia. A quel punto, arriva Louis che cerca di aiutare l'amico in difficoltà.
Tiana, inseguita dalle ombre, sta per rompere l'amuleto ma viene fermata da Facilier: facendo leva sui suoi sentimenti, il perfido mago la ritrasforma in umana e fa apparire il ristorante da lei tanto desiderato, promettendole di darle il ristorante se lei gli restituisce l'amuleto. La ragazza non ci casca e getta l'amuleto tentando di romperlo, non riuscendoci a causa dell'ombra senziente dello stregone. Faciler a quel punto la blocca con il suo bastone, ma Tiana riesce a riprendere il talismano con la sua lingua e a distruggerlo. A quel punto Facilier viene trascinato nell'aldilà dagli spiriti, furiosi per non aver ottenuto il risarcimento del loro debito.
Scoperto l'inganno, Lawrence viene arrestato e Naveen è sul punto di baciare Charlotte, ma vengono interrotti da Tiana che dichiara al principe i suoi sentimenti; nel farlo suscita la commozione di Charlotte che decide di baciare Naveen senza poi tenerlo per sé. Nel frattempo però è giunta la mezzanotte, per cui il bacio di Charlotte non ha alcun effetto. Subito dopo torna Louis con Ray che sta per morire. Al funerale una stella si accende: è Ray, che ora può davvero stare con la sua Evangeline. Tiana e Naveen si sposano grazie a Mama Odie che celebra il loro matrimonio, ma quando si baciano i due tornano umani: ora infatti Tiana è una principessa.
Dopo il matrimonio, i due giovani si risposano da umani davanti a amici e parenti, pagano i Fenner per il locale e insieme creano il ristorante, con Louis che intrattiene il pubblico, mentre Tiana e Naveen ne sono i direttori.

## Personaggi
- Tiana Rogers: la protagonista del film, è una bella giovane ragazza afroamericana di 19 anni, molto determinata, intelligente, laboriosa e realista, ma di animo onesto e gentile, che lavora come cameriera in due locali per poter acquistare il ristorante sognato da lei e suo padre. A differenza della sua migliore amica di sempre Charlotte, non crede nel vero amore ed è sua coetanea. Mentre partecipa a una festa indetta nella casa dei La Bouff riceve la brutta notizia che gli agenti immobiliari hanno intenzione di vendere il locale che vuole affittare al miglior offerente. Tentando di farsi dare chiarimenti, inciampa rovinandosi il vestito. Dopo essersi cambiata il principe Naveen trasformato in ranocchio la scambia per una principessa, ma il bacio, invece di far tornare umano il principe, trasforma Tiana in una rana. Durante il burrascoso viaggio per andare da mamma Odie per poter spezzare l'incantesimo, inizialmente ha degli attriti con Naveen, ma alla fine i due legano sempre di più e la ragazza se ne innamora segretamente.
- Principe Naveen, di Maldonia: il coprotagonista del film, è il principe dell'immaginario regno di Maldonia. Ha 20 anni ed è amante della musica jazz e delle belle donne. I suoi genitori, esasperati dai suoi capricci e dalla sua superficialità, lo hanno diseredato perché è uno spendaccione. Si lascia abbindolare dal dottor Facilier che gli fa credere di poterlo fare diventare ricco all'istante, ma in realtà lo stregone lo trasforma in un ranocchio. Riesce a convincere Tiana a baciarlo promettendole i soldi per il ristorante, ma il risultato non è quello sperato. Durante il viaggio Naveen si rende conto del suo comportamento sbagliato, inizialmente arrogante e spavaldo e, riuscendo a correggersi maturando in un giovane coraggioso e nobile, si innamora sinceramente di Tiana e la appoggia nel realizzare il suo sogno.
- Louis: è un alligatore con la passione per la musica jazz che aiuta i personaggi principali nelle loro avventure. È innocuo, simpatico e gentile e desidera essere un uomo per poter suonare la tromba senza problemi (egli stesso rivela ai protagonisti di aver provato ad esibirsi davanti a delle persone su un battello, riuscendo solo a spaventarle). Però, alla fine della vicenda, Louis realizza il suo sogno rimanendo un alligatore. La sua figura ricorda Coco, il coccodrillo de Le avventure di Peter Pan, ma anche Baloo de Il libro della giungla.
- Raymond "Ray": è un'estrosa ma romantica, affettuosa e dolcissima lucciola che aiuta i due protagonisti nelle loro avventure divenendo grande amico di Tiana, Naveen e Louis. Purtroppo verso la fine della storia muore, schiacciato da Facilier mentre cerca di proteggere i suoi amici. È innamorato di una stella, Evangeline, e quando muore, si trasforma anch'egli in stella per starle sempre a fianco. Nel doppiaggio originale Ray parla il francese cajun (un idioma di derivazione franco-acadiana con numerosi prestiti linguistici dall'inglese e dallo spagnolo), mentre nel doppiaggio italiano parla normalmente, seppur talvolta se ne esce con alcune parole in idioma.
- Dr. Facilier/Uomo Ombra: l'antagonista principale del film. Inizialmente appare come un povero truffatore di strada ma poi si rivela un perfido e arrivista stregone vudù, conosciuto a New Orleans come "l'Uomo ombra" (persino Tiana lo conosce di fama). Sostiene di avere degli amici nell'aldilà con cui ha un debito che deve saldare il prima possibile e per i quali la sua esistenza inizierà ad essere legata a un amuleto. Principalmente fa incantesimi grazie a una polvere viola che ha nel taschino della giacca, sa leggere i tarocchi e può contare dapprima sull'aiuto della sua ombra che, sebbene viva di vita propria gli è sempre fedele, poi con le ombre degli spiriti inviategli dai suoi amici, ma a detta sua non può fare incantesimi su se stesso. Trasforma Naveen in un ranocchio per far sposare il maggiordomo di questi (sotto le spoglie del principe) con Charlotte La Bouff e poter ottenere il controllo della città di New Orleans (dato che il padre di Charlotte ne è il sindaco), in modo da avere denaro e potere per lui, mentre mira a donare ai suoi amici nell'aldilà le anime degli abitanti come pagamento dei suoi debiti. Viene sconfitto da Tiana quando la ragazza distrugge l'amuleto, poiché gli spiriti sanno che senza di esso lui non può risarcirli e lo trascinano nel regno dei morti. Il suo aspetto ricorda molto quello del Baron Samedi, figura molto popolare nel vudù, mentre il suo ruolo ricorda quello del bokor.
- Mama Odie: è una strega vudù cieca centonovantasettenne ma molto perspicace che vive nelle profondità delle paludi della Louisiana, insieme al suo serpente domestico Juju su una barca incagliata su un albero. Rappresenta la parte più buona e pacifica del vudù, in contrapposizione al Dr. Facilier e usa principalmente il suo bastone con cui lancia palle di luce per scacciare le ombre e fare incantesimi. Nel film aiuta Naveen e Tiana a tornare umani e celebra il loro matrimonio. Il suo vestiario e il suo ruolo rimandano esplicitamente alla figura della mambo.
- Charlotte La Bouff: è una ricca ereditiera di 19 anni, viziata, romantica e capricciosa, ma generosa e di buon cuore. Molto legata al padre, adora la sua migliore amica del cuore, Tiana, che spesso viene chiamata da lei "Lottie". Ha sempre sognato di poter trovare il vero amore e crede di trovarlo in Naveen (anche se non sa che non è il vero principe). Quando comprende che Naveen ama Tiana, promette di baciarlo senza costringerlo a sposarla, anche se ormai è troppo tardi perché la mezzanotte del martedì grasso è passata.
- Eli "Gran Papà" La Bouff: il bonario padre di Charlotte, sempre pronto ad assecondare i capricci della figlia, che tanto ama. Rispetta e stima molto la giovane Tiana e la famiglia di quest'ultima, infatti non esita ad offrire opportunità lavorative sia alla madre di Tiana che a Tiana stessa. Egli è un ricco e rispettabile signore di New Orleans nonché il sindaco della città. In seguito alla scoperta dell'inganno il signor La Bouff intima l'arresto di Lawrence.
- James Rogers: il padre di Tiana, un uomo saggio, dolce e di buon cuore che trasmette la sua passione e il suo talento per la cucina e il suo sogno di aprire un ristorante alla figlia. Pur non essendo riuscito ad avverrare il suo sogno, era comunque felice grazie all'amore della sua famiglia. Muore durante la Prima Guerra Mondiale.
- Eudora: È l'amorevole madre di Tiana, considerata la migliore sarta del New Orleans. Donna forte e gentile, lavora anche per il padre di Charlotte e sostiene la figlia Tiana nel suo sogno, ma si augura anche che trovi l'amore e che la faccia diventare nonna.
- Lawrence: il grasso e scostante valletto di Naveen e antagonista secondario del film. Dopo la trasformazione del principe in ranocchio, prende la decisione di allearsi con Facilier, per dare un cambiamento alla sua vita, trasformandosi in Naveen per sposare Charlotte La Bouff ed ereditare la ricchezza di Gran Papà. Tuttavia, in seguito alla scoperta del tranello Lawrence viene portato in carcere per volere di La Bouff.
- Evangeline: è la fidanzata di Ray. Lui crede che sia una lucciola, ma alla fine Tiana arrabbiata gli dice la verità: "Evangeline è soltanto una stella, Ray, una palla di aria calda a milioni di chilometri da qui." In realtà, Evangeline ha un ruolo importante nella storia: è la "stella della sera" che Tiana cita all'inizio del film ai suoi genitori, è citata spesso da Charlotte che sostiene esaudisca i desideri. Quando Ray muore, arriverà vicino alla sua Evangeline.
- Henry e Harvey Fenner: sono due fratelli immobiliari che inizialmente erano in affari con Tiana ma poi cambiano cliente. Sono degli antagonisti minori del film. Alla fine quando Tiana e Naveen si presentano nel loro ufficio devono accettare la loro offerta, specialmente per via di Louis che li minaccia.
- Reggie, Due Dita e Darnell: Sono tre cacciatori poco esperti che vengono sconfitti e poi in fuga da Tiana e Naveen in forma di rane. Reggie è il capo, un uomo molto basso con naso aquilino e orecchie a sventola, Due Dita vagamente simile a Reggie solo che è di semplice statura e ha solo due dita su una mano ed è il più brutale del trio, Darnell invece è il "tipico" gigante poco sveglio e imbranato.
- Buford: È il cuoco del bar in cui lavorava Tiana. Si tratta di un omone afroamericano sovrappeso, calvo, pessimista e critico, specie nei confronti di Tiana, poiché assilla la giovane col fatto che non sarebbe mai riuscita a ottenere i soldi per il ristorante.

## Produzione
Dopo l'acquisizione della Pixar nel 2006, i nuovi dirigenti della Disney Ed Catmull e John Lasseter si dissero fortemente intenzionati a sviluppare un nuovo cartone animato. Poco dopo il progetto venne affidato ai registi Ron Clements e John Musker.
Da una prima bozza della trama si scoprì che con questo film la Disney stava tornando al genere musical già visitato con successo negli anni '90.
Nel novembre 2006 l'incarico per la composizione della colonna sonora e delle canzoni del film passò da Alan Menken (storico compositore di musical per la Disney) a Randy Newman, il cui genere musicale (jazz) è più coerente all'ambientazione del film.
Il 1º dicembre 2006, presso il "Manhattan Theatre Source" (New York) fu tenuta una conferenza stampa, in cui venne svelato il cast e parte della trama.
Il casting cominciò nel febbraio 2007; il ruolo di doppiatrice della protagonista fu conteso da Tyra Banks, Alicia Keys, Jennifer Hudson e Anika Noni Rose. La difficoltà di trovare un'adeguata interprete, con la giusta voce e che sapesse recitare e cantare, è stata risolta nella versione italiana scegliendo Domitilla D'Amico per la parte recitata, in seguito affiancata da Karima per le canzoni.
A marzo 2007, durante l'annuale meeting della Walt Disney Company, il compositore Randy Newman e la brass band Dirty Dozen eseguirono il brano "Dirty Dozen Brass Band", testo poi inserito nel film.
Il 19 aprile 2007 fu confermata Anika Noni Rose come voce della Principessa Tiana. Il 5 luglio, l'attore Keith David fu chiamato a doppiare l'antagonista del film, il Dottor Facilier.
Il 7 aprile 2008 la Disney annuncia in una presentazione pubblica i suoi progetti futuri fino al 2012, fra cui questo film. Con l'occasione vengono raccontati in maggiore dettaglio la trama e i protagonisti del film e vengono mostrati molti disegni preparatori.
Il 29 luglio 2008 viene aperto il sito ufficiale del film, contenente il primo teaser trailer, immagini e informazioni sul cast tecnico e artistico.

## Colonna sonora
La colonna sonora del film è composta da 8 canzoni:
- La vita a New Orleans (Down in New Orleans) cantata da Sergio Cammariere e nella versione originale da Dr. John, descrive le situazioni iniziali della storia, dal lavoro di cameriera di Tiana all'arrivo in città del Principe Naveen;
- A un passo dai miei sogni (Almost There) cantata da Karima, fa vedere come sarà il ristorante di Tiana dopo che avrà comprato il locale;
- Gli amici nell'aldilà (Friends on the Other Side) eseguita da Luca Ward, è la canzone del Dr. Facilier, mostra come egli convinca Lawrence ad essere complice del suo piano malefico e trasformi Naveen in un ranocchio;
- Il mio sogno si realizzerà (When We're Human) eseguita da Pino Insegno, Stefano Rinaldi e Karima, mostra come i personaggi, trasportati da Louis, stiano andando da Mamma Odie esprimendo le loro emozioni nel sapere che diverranno umani;
- Giù per il bayou (Gonna take you there) eseguita da Luca Laurenti, mostra come la lucciola Ray, avendo capito che i protagonisti hanno sbagliato strada per colpa di Louis, decida di portarli lui stesso da Mamma Odie con la sua vasta famiglia di lucciole;
- La mia Evangeline (Ma Belle Evangeline) eseguita da Luca Laurenti, è una serenata che egli dedica alla sua amata Evangeline (in realtà la Stella dei desideri, che Ray crede sia una lucciola) e nella quale Naveen e Tiana capiscono di amarsi;
- Scava un po' più a fondo (Dig a little deeper) eseguita da Maria Cristina Brancucci e Karima, è la canzone di Mamma Odie, in cui lei cerca di far capire a Tiana e Naveen che per spezzare l'incantesimo devono innamorarsi tra di loro, senza successo;
- La vita a New Orleans (ripresa) (Down in New Orleans) eseguita da Karima, è la canzone finale del film nella quale Tiana, con l'aiuto di Naveen e Louis, riesce ad aprire il ristorante; Naveen riesce a uscire dallo stile di vita precedente, riuscendo così ad essere benaccettato dai genitori e Louis riesce a suonare la tromba nel locale di Tiana.
- Never Knew I Needed eseguita da Ne-Yo e da Karima, è la canzone dei titoli di coda del film.

## Distribuzione
Il film è stato distribuito l'11 dicembre 2009 negli Stati Uniti (con un'uscita limitata il 25 novembre a New York e Los Angeles) e il 18 dello stesso mese in Italia e nella Svizzera italiana.

### Edizione italiana
La direzione del doppiaggio e i dialoghi italiani sono a cura di Alessandro Rossi, con la supervisione artistica di Roberto Morville, per conto della Dubbing Brothers.
Invece la direzione musicale è a cura di Ermavilo.

## Accoglienza

### Incassi
Il film ha incassato in tutto il mondo $270 milioni contro un budget di $100 milioni.

## Riconoscimenti
- 2010 - Premio Oscar
  - Candidatura al miglior film d'animazione
  - Candidatura alla migliore canzone (Almost There) a Randy Newman
  - Candidatura alla miglior canzone Down in New Orleans) a Randy Newman
- 2010 - Golden Globe
  - Candidatura al miglior film d'animazione

## Casi mediatici
Critiche di razzismo e discriminazione sono state rivolte alla Walt Disney Company a causa del fatto che la protagonista, che inizialmente è una serva (per poi diventare principessa), sia afro-americana, ma viene specificato solo il fatto che Tiana abbia praticato diversi lavori umili, compreso il lavoro nel locale del suo capo-cuoco e datore di lavoro afro-americano, sebbene fossero una realtà lavori umili di afro-americani per datori di lavoro bianchi, il film è pur sempre ambientato in Louisiana negli anni venti.
Tuttavia le note di biasimo mosse nei confronti di Walt Disney Company sono state da molti considerate futili e ipocrite in quanto la quasi totalità delle principesse delle storie Disney sono personaggi di status umile, prima di diventare principesse. L'azienda ha risposto alle accuse ribadendo che il colore della pelle è stato scelto proprio per dare una "nuova linea" alle future pellicole.
Sono state rivolte inoltre critiche al film non solo per via dell'atmosfera "gioiosa" e "riscritta" (anche se non quanto il remake in live-action di Lilli e il vagabondo) degli Stati Uniti meridionali durante l'era Jim Crow, ma anche per il suo uso della religione e tradizione vudù e ciò comprende anche l'antagonista principale e la sua caratterizzazione.

## Altri media
- Nella serie animata Descendants: Wicked World e nel film Descendants 3 fanno la loro comparsa Freddie e Celia, le figlie del Dr. Facilier, lo stesso Dr. Facilier compare nel film.
- Nella settima stagione della serie televisiva C'era una volta appaiono i personaggi di Tiana (interpretata da Mekia Cox), il principe Naveen (interpretato da Jeff Pierre), Facilier (interpretato da Daniel Francis), e Eudora (Interpretata da Robin Givens). Louis è invece un comune alligatore muto.
- Tiana appare come cameo nella serie animata del 2013-2018 Sofia la principessa.
- Un romanzo di A Twisted Tale, intitolato " Almost There", legge il film con lo scenario " E se Tiana avesse fatto un patto che ha cambiato tutto?".
- I personaggi del film compaiono in Once Upon a Studio.

## Remake live-action
Nel gennaio 2022, Jennifer Lee ha rivelato che Stella Meghie, voleva sviluppare un adattamento live-action de La principessa e il ranocchio.